# Vox Gymnasii
Vox Gymnasii was een Amsterdams blad vóór en door gymnasiasten dat van 1892 tot 1894 heeft bestaan. Enkele redacteuren, die voor de Vox Gymnasii schreven, werden later bekende schrijvers zoals: H.E. van Gelder, C.S. Adama van Scheltema, Aart van der Leeuw, Herman Robbers en P.H. van Moerkerken jr.